# Sultanato di Lahej
Il Lahej (in arabo: لحج Lahij), ufficialmente Sultanato di Lahej (in arabo: سلطنة لحج Saltanat Lahij), o, a volte indicato come Sultanato Abdali (in arabo: سلطنة العبدلي Saltanat al-'Abdalī), è stato un sultanato dello Yemen meridionale. La monarchia è stata ufficialmente abolita nel 1967.

## Storia

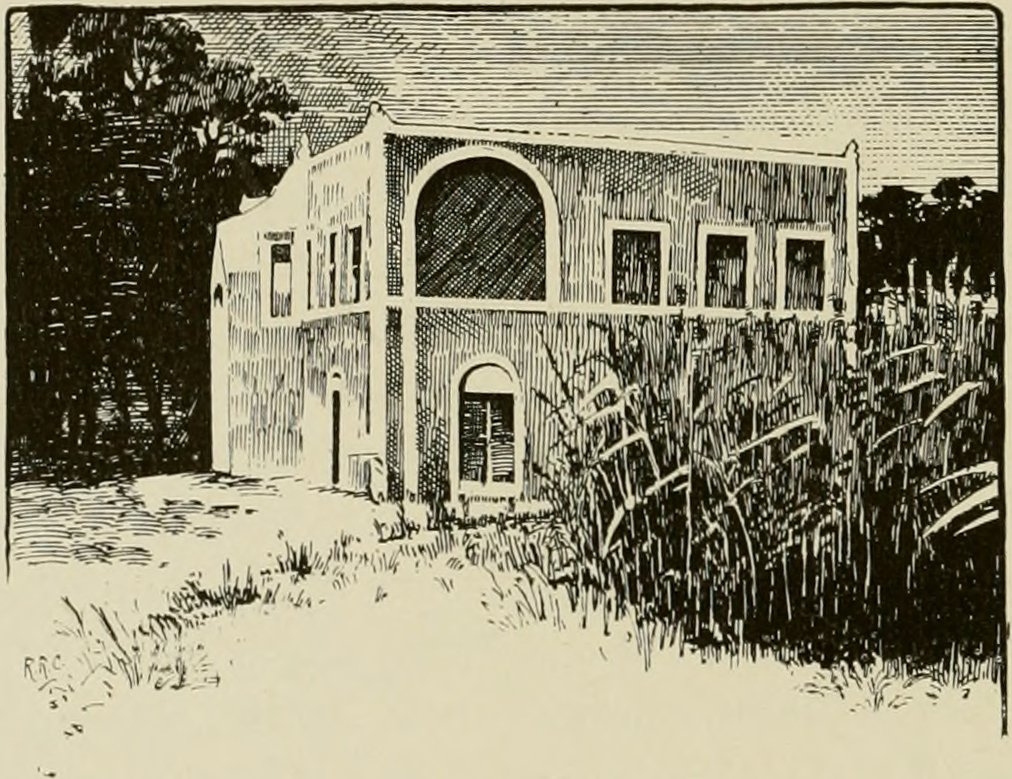
Il palazzo del sultano fotografato nel 1898 da Henry Ogg Forbes.

### XVIII - XIX secolo
Il Lahej era il sultanato della dinastia Abdali. Nel 1740 il sultano Abdali divenne indipendente, dopo un processo iniziato nel 1728.
Il Sultanato di Lahej perse la propria indipendenza, dopo la spedizione ad Aden della Royal Navy nel 1839. Il sultano firmò quindi numerosi trattati con i britannici. Nel 1863, in vista dell'apertura del canale di Suez, entrò a far parte del Protettorato di Aden.

### XX secolo
Durante la prima guerra mondiale, l'Impero ottomano prese il controllo della regione nell'ambito degli scontri della campagna di Aden. Nel 1918 il paese fu riconquistato e ritornò ad essere un protettorato britannico. Il Lahej godeva di buone relazioni con gli inglesi, nonostante l'uccisione accidentale del sultano Fadhl ibn Ali al Abdali da parte delle truppe britanniche nel 1918, che lo avevano scambiato per un soldato nemico ottomano. Nel 1948, la zona tribale di Subeihi fu assorbita dal sultanato.
Nel 1958, il Regno Unito era preoccupato che il sultano regnante, Ali bin Abd al Karim al Abdali, un nazionalista arabo, avrebbe rifiutato di aderire alla Federazione degli Emirati Arabi del Sud, e lo depose. Il Lahej alla fine si unì alla Federazione e più tardi all'entità che la seguì, la Federazione dell'Arabia Meridionale.
Nel 1967 il nuovo regime comunista espulse il sultano. La monarchia venne abolita alla fondazione della Repubblica Democratica Popolare dello Yemen.
Il territorio del paese è oggi parte dello Yemen.

## Elenco dei sultani
I regnanti portavano il titolo di Sultan Lahj.
- al-Fadl I ibn 'Ali al-Sallami al-`Abdali (1728 - 1742)
- 'Abd al-Karim I ibn al-Fadl al-`Abdali (1742 - 1753)
- 'Abd al-Hadi ibn' Abd al-Karim al-`Abdali (1753 - 1775)
- al-Fadl II ibn 'Abd al-Karim al-`Abdali (1775 - 1791)
- Ahmad I ibn 'Abd al-Karim al-`Abdali (1791 - 1827)
- Muhsin ibn al-Fadl al-`Abdali (1ª volta) (1827 - novembre 1839)
- Ahmad ibn II Muhsin al-`Abdali (1ª volta) (novembre 1839 - dicembre 1839)
- Muhsin ibn al-Fadl al-`Abdali (2ª volta) (dicembre 1839 - agosto 1846)
  - Sayyid Isma`il ibn al-Hasan al-Husayni (11 agosto 1846 - settembre 1846) (usurpatore)
- Muhsin ibn al-Fadl al-`Abdali (3ª volta) (settembre 1846 - 30 novembre 1847)
- Ahmad II ibn Muhsin al-`Abdali (2ª volta) (dicembre 1847 - 20 gennaio 1849)
- `Ali I ibn Muhsin al-`Abdali (marzo 1849 - 7 aprile 1863)
- al-Fadl III ibn 'Ali al-`Abdali (aprile 1863 - 1863) (1ª volta)
- al-Fadl IV ibn al-Muhsin `Abdali (1863 - 5 luglio 1874)
- al-Fadl III ibn 'Ali al-`Abdali (2ª volta) (5 luglio 1874 - 27 aprile 1898)
- Ahmad III ibn al-Fadl al-`Abdali (29 aprile 1898 - marzo 1914)
- `Ali II ibn Ahmad al-`Abdali (marzo 1914 - 4 luglio 1915)
- `Abd al-Karim II ibn al-Fadl al-`Abdali (13 luglio 1915 - 18 giugno 1947)
- al-Fadl V ibn 'Abd al-Karim al-`Abdali (18 giugno 1947 - 21 maggio 1952)
- `Ali III ibn 'Abd al-Karim al-`Abdali (4 giugno 1952 - 10 luglio 1958)
- al-Fadl VI ibn 'Ali al-`Abdali (10 luglio 1958 - agosto 1967)

## Economia

### Impero britannico
L'economia del Sultanato di Lahej, come tutti gli altri principati semi-indipendenti della zona, era fortemente influenzata dalla presenza del porto di Aden, scalo fondamentale nella rotta verso le Indie. La Gran Bretagna industrializzata del XIX secolo, con la sua economia in rapida espansione, aveva bisogno di una migliore e più affidabile via di comunicazione con l'India britannica per le operazioni della Compagnia britannica delle Indie orientali.
Nel 1863, in vista dell'imminente apertura del canale di Suez il Regno Unito migliorò le difese della regione e il porto di Aden. Il Sultanato faceva parte dello sforzo dell'Impero Britannico per proteggere la via di mare tra il Mediterraneo e l'India.

### Risorse
A partire dal 1920, la regione di Lahej produceva sale da saline di proprietà del governo ottomano.